# 鼠疫场遗址
29°52′29″N 121°32′54″E / 29.874623°N 121.548402°E
鼠疫场遗址，位于中国浙江省宁波市海曙区中山东路以南，东北到太平巷，南靠开明街的5000余平米区域。1940年10月27日侵华日军在这片区域投下大量被污染的面粉和麦粒，引起了一次较为严重的鼠疫，直接造成106人死亡、137间民居因防疫而被焚毁。1984年10月，该遗址区域被公布为海曙区文物保护单位。1995年9月3日，鼠疫场遗址纪念碑落成，后于2005年9月3日，迁建纪念碑于遗址区域内。

## 鼠疫事件始末
1940年10月27日下午2时许，日军731部队飞机飞入宁波开明街一带，投放2公斤鼠疫菌。11月2日，《时事公报》刊登消息称宁波城内发现传染病。同月3日，浙江省卫生处吴昌丰通过抽取血液和淋巴腺穿刺液化验确认患者俞元德所患为鼠疫，这是第一例确诊病例。5日，《时事公报》开始刊发防疫专辑。8日，鄞县第二次防疫会议要求有关人员必须注射鼠疫疫苗，后注射范围扩大至全市中小学生，共计23343人次接受注射鼠疫疫苗。28日，鄞县第十九次防疫会议决定将疫区房屋物品一并焚毁，後日晚，疫区内共115户137间民居被焚毁。

## 鼠疫场遗址纪念碑
鼠疫场遗址纪念碑初立于1995年9月3日，因为当时遗址范围内无空地可以利用而设置于遗址外部，上刻有“毋忘国耻，励志图强”字样，2003年时曾有侵华日军“731”细菌战受害者64周年祭活动在此举行。
2005年9月3日，新鼠疫场遗址纪念碑落成于遗址范围内，为高8.1米的三角锥形建筑，采用黑色大理石建造，椎体西面刻有“毋忘国耻，励志图强”、“侵华日军宁波鼠疫区遗址”及“宁波各界人士重立抗战胜利60周年纪念日”字样，南面用中、英、日三国文字刻有事件史料，东面嵌有疫区示意图及照片。离新纪念碑底座以北2.4米处地面有一钢制示意图，上有麦粒、面粉等物象征日军投下的物品。鼠疫场遗址纪念碑共计占地100余平方。后因纪念碑年久失修，破损残缺严重，于2017年进行了替换调整，改为金属材质。